# Thaumatoncus secundus
Thaumatoncus secundus är en spindelart som beskrevs av Robert Bosmans 2002. Thaumatoncus secundus ingår i släktet Thaumatoncus och familjen täckvävarspindlar.
Artens utbredningsområde är Algeriet. Inga underarter finns listade i Catalogue of Life.